# لواء صلاح الدين (العراق)
لواء صلاح الدين أو لواء 51 في الحشد الشعبي هي جماعة مسلحة سنية تقاتل إلى جانب جماعات شيعية، مدعومة من إيران وقد نشأت لمقاتلة داعش وتشكلت خصيصا لمعركة الموصل (2016–17). بدأ الأمر سنة 2014 عندما تلقى يزن اتصالا من بغداد يطلب منه اللقاء بأبو مهدي المهندس وقد حصل على إذن من قيادة الحشد الشعبي بالبدء في تشكيل أول فصيل سني ضمن صفوف الفصائل الشيعية.